# Berlin-Grunewald
Pour les articles homonymes, voir Grunewald.
Berlin-Grunewald  est le nom d'un quartier de l'ouest de Berlin, situé au sein de l'arrondissement de Charlottenbourg-Wilmersdorf. Il a été intégré à Berlin lors de la réforme territoriale du Grand Berlin le 1er octobre 1920. Jusqu'en 2001 et la formation de l'actuel arrondissement, il faisait partie du district de Wilmersdorf. Grunewald compte parmi les quartiers les plus riches de la capitale allemande.

## Géographie

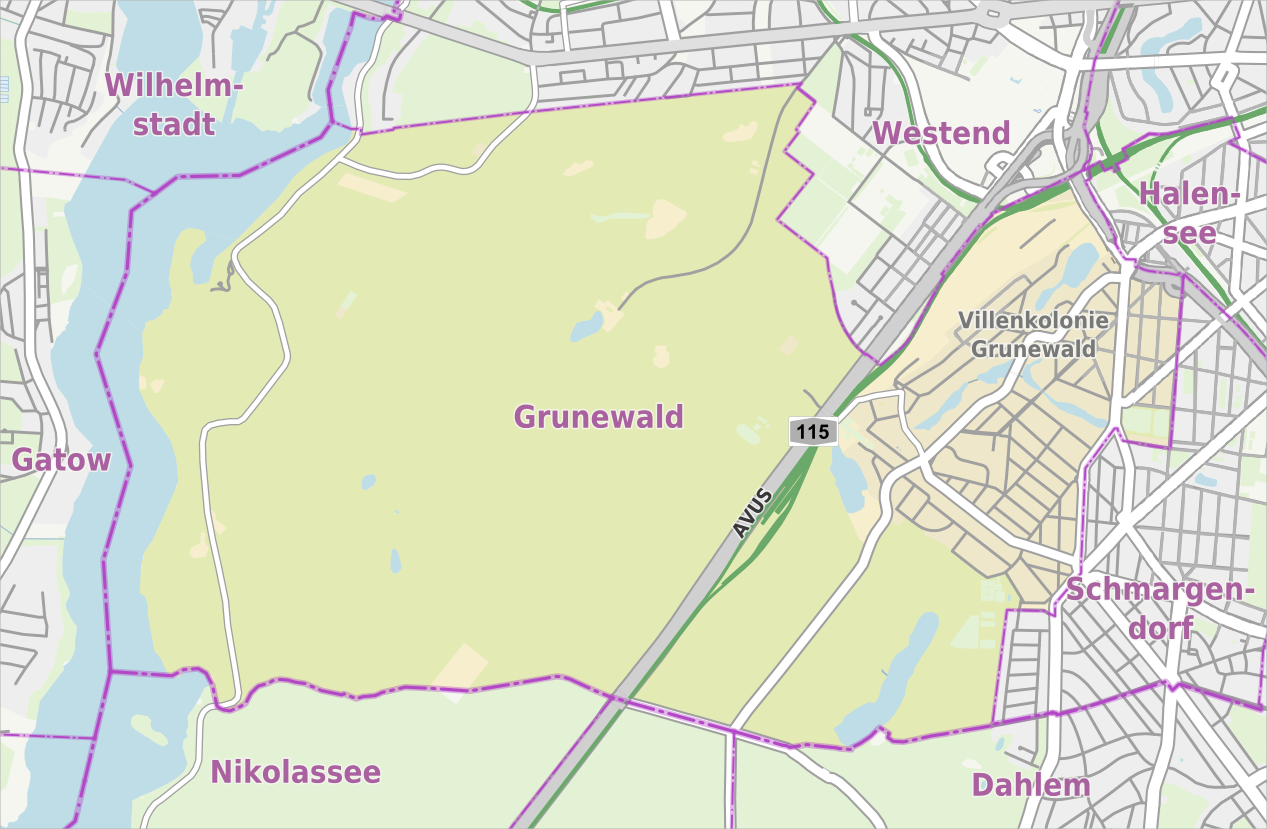
Carte de Grunewald et des quartiers limitrophes.

Le quartier se trouve sur le plateau de Teltow qui s'éleve au sud-ouest de la vallée de la Spree. Il confine à l'arrondissement de Spandau au-delà de la rivière Havel à l'ouest et à l'arrondissement de Steglitz-Zehlendorf au sud. Vers le nord et l'est, Grunewald confine aux quartiers de Westend, Halensee et de Schmargendorf.
La ligne de chemin de fer de Berlin à Blankenheim et la Bundesautobahn 115 (AVUS) traversent le quartier. Le faubourg est très peu peuplé du fait qu'il est recouvert à 75% par la vaste forêt de Grunewald qui est une aire protégée. La Teufelsberg, une colline artificielle (Schuttberg) qui était le site d'une station de la NSA au temps de la guerre froide, s'élève au milieu de la zone forestière. La tour de Grunewald, inaugurée en 1899 sur les rives de la Havel, offre une vaste vue d'ensemble sur la région.

## Population
Le quartier comptait 10 598 habitants le 1er janvier 2017 selon le registre des déclarations domiciliaires.

## Histoire

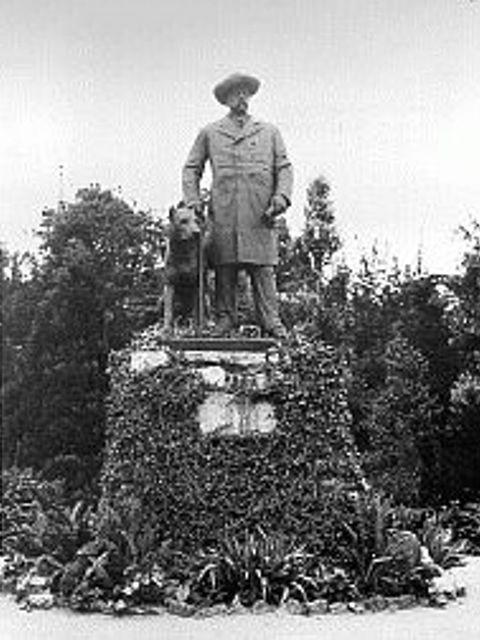
Statue de Bismarck érigée en 1895 à Grunewald.

Le quartier des villas à l'extrémité ouest du Kurfürstendamm était la création d'un consortium bancaire, la Kurfürstendamm-Gesellschaft fondée en 1882 pour le développement du domaine boisé sur le modèle des colonies à Wannsee et à Lichterfelde. Le chancelier du Reich, Otto von Bismarck lui-même, a donné l'assurance que l'État de Prusse vendit une zone forestière de 234 hectares à la societé. Le Kurfürstendamm, jusqu'à ce jour une simple chaussée, fut développé sous la forme d'un grand boulevard. 
Sur de grands terrains qui occupent les rives de petits lacs, des magnifiques demeures ont été construites. Grunewald devient la résidence des entrepreneurs, des comptables, des chercheurs et des artistes. Lors de l'expansion de la métropole, l'ancienne commune rurale et la forêt de Grunewald sont incorporées à Berlin en 1920. Durant la Shoah, la déportation des Juifs de Berlin dans les camps d'extermination nazis a commencé à la gare de Berlin-Grunewald ; aujourd'hui un mémorial y rappelle le souvenir des victimes. 

## Transports

### Gares de S-Bahn
L'unique station de S-Bahn du quartier est la gare de Berlin-Grunewald desservie par la  ligne 7.

## Personnalités liées à Grunewald
Le quartier était et est la résidence de nombreuses personnalités :
- Berthold Auerbach, Auerbachstraße
- Ingeborg Bachmann, Hasensprung 2, Koenigsallee 35
- Michael Ballhaus, Wangenheimstraße 20
- Vicki Baum, Koenigsallee 43–45
- Walter Benjamin, Delbrückstraße 23
- Dietrich Bonhoeffer, Wangenheimstraße 14
- Arno Breker, Koenigsallee 65
- Lion Feuchtwanger, Regerstraße
- Edith Fürst, se cache au 41 Charlottenbrunner Straße, la maison de ses amis Peter et Yvonne Knoblauch et y est arrêtée
- Maximilian Harden, Wernerstraße 16
- Gerhart Hauptmann, Trabener Straße, Hubertusallee
- Heinrich Himmler, Hagenstraße 22
- Engelbert Humperdinck, Trabener Straße
- Helmut Käutner, Koenigsallee 18g
- Alfred Kerr, Gneiststraße 9, Höhmannstraße 6, Douglasstraße 10
- Hildegard Knef, Bettinastraße 12, Brahmsstraße 12
- Else Lasker-Schüler, Humboldtstraße 13
- Brigitte Mira, Koenigsallee 83
- Friedrich Olbricht, Wildpfad
- Max Pechstein,
- Max Planck, Wangenheimstraße 21
- Walther Rathenau, Koenigsallee 65
- Max Reinhardt, Fontanestraße 8
- Ferdinand Sauerbruch, Herthastraße 11
- Ulrich Schamoni, Furtwänglerstraße 19
- Romy Schneider, Winkler Straße 22
- Angelika Schrobsdorff, Johannaplatz 3
- Werner Sombart, Humboldtstraße 35a
- Hermann Sudermann, Bettinastraße 3
- Grethe Weiser, Herthastraße 17a